# Horbury
Horbury är en ort i distriktet Wakefield, Storbritannien. Den ligger i grevskapet West Yorkshire och riksdelen England, i den centrala delen av landet, 260 km norr om huvudstaden London. Horbury ligger 77 meter över havet och antalet invånare är 10 225. Staden nämndes i Domedagsboken (Domesday Book) år 1086, och kallades då Horberie/Orberie.
Terrängen runt Horbury är huvudsakligen platt, men västerut är den kuperad. Runt Horbury är det tätbefolkat, med 947 invånare per kvadratkilometer. Närmaste större samhälle är Leeds, 15,1 km norr om Horbury. Runt Horbury är det i huvudsak tätbebyggt.